# Wilczy bilet
Wilczy bilet – ograniczenie praw osobistych obywatela przez wydanie mu zakazu zamieszkania w niektórych miejscach, bądź podjęcia nauki lub pracy w określonych szkołach lub zakładach. Określenie używane także wobec decyzji administracyjnych zmuszających do emigracji.

## Historia
Wilczy bilet był stosowany zarówno w Imperium Rosyjskim, jak i później ZSRR (nazywany tam po rosyjsku волчий билет, wołczij bilet), m.in. jako zakaz zamieszkania w promieniu do 100 km od większych miast i wywołując efekt „sto pierwszego kilometra”, a także w innych krajach.
W Polsce na przykład, po wydarzeniach marcowych w 1968, niektórzy uczestniczący w nich studenci otrzymali „wilczy bilet” w postaci zakazu studiowania gdziekolwiek w Polsce (nie było wówczas z wyjątkiem Katolickiego Uniwersytetu Lubelskiego żadnych innych uczelni niepublicznych i władze komunistyczne mogły łatwo taki zakaz egzekwować). W tym samym czasie wielu obywateli polskich pochodzenia żydowskiego zmuszonych zostało do emigracji z Polski: wydano im paszporty ważne tylko w jedną stronę – na wyjazd z Polski. Podobne metody zastosowano po wprowadzeniu stanu wojennego w Polsce w 1981 wobec niektórych internowanych działaczy „Solidarności” jak i działaczy organizacji zdelegalizowanych na mocy dekretu o stanie wojennym oraz osób skazanych za „działalność antypaństwową”. Paszport ważny tylko na wyjazd z Polski – zamiast stosowanej w zwykłych paszportach tamtego okresu standardowej adnotacji z prawem jednokrotnego przekroczenia granicy polskiej oraz powrotu – miał podobnie brzmiącą adnotację, ale bez ostatnich dwóch wyrazów. Dodatkowo zawierał adnotację, zalecającą posiadaczowi, po dotarciu do kraju docelowego, wymianę dokumentu na tzw. paszport konsularny.